# جوزف دانفورد
جوزف دانفورد (انگلیسی: Joseph Dunford؛ زادهٔ ۸ دسامبر ۱۹۵۵) ژنرال بازنشسه سپاه تفنگداران دریایی ایالات متحده آمریکا است، که از ۲۰۱۴ تا ۲۰۱۵ سی و ششمین فرمانده سپاه تفنگداران دریایی بود و در فاصله سال‌های ۲۰۱۵ تا ۲۰۱۹ به‌عنوان نوزدهمین رئیس ستاد مشترک نیروهای مسلح ایالات متحده آمریکا فعالیت می‌کرد.
دانفورد فعالیت نظامی را از سال ۱۹۷۷ در سپاه تفنگداران دریایی آمریکا آغاز کرد. وی از ۲۰۰۷ تا ۲۰۰۹ معاون برنامه‌ها، سیاست‌ها و عملیات سپاه تفنگداران دریایی بود، از ۲۰۰۹ تا ۲۰۱۰ فرماندهی نیروی اول تفنگداران دریایی اعزامی را برعهده داشت، در فاصله سال‌های ۲۰۱۰ تا ۲۰۱۲ به‌عنوان جانشین فرمانده سپاه تفنگداران دریایی آمریکا فعالیت می‌کرد و از ۲۰۱۳ تا ۲۰۱۴ فرمانده نیروهای بین‌المللی کمک به امنیت بود.